# Persone di nome Émile
| Questa pagina contiene informazioni ricavate automaticamente dalle voci biografiche con l'ausilio del template Bio e di un bot. L'aggiornamento è periodico e automatico e ricostruisce completamente la pagina. Se manca una persona in questa lista, sei pregato di non aggiungerla, ma accertati piuttosto che la sua voce biografica contenga il template Bio e che i dati anagrafici siano correttamente compilati. Se il template Bio manca, inseriscilo tu stesso o, in alternativa, metti l'avviso {{tmp\|Bio}} che ne segnala la mancanza. Se i dati riportati sono sbagliati, correggi direttamente la voce biografica; le modifiche saranno visibili in questa lista entro pochi giorni. Per chiarimenti vedi il progetto antroponimi. La lista contiene solo le 180 persone che sono citate nell'enciclopedia e per le quali è stato implementato correttamente il template Bio. Pagina aggiornata al 16 ott 2024. |

Questa è una lista di persone presenti nell'enciclopedia che hanno il prenome Émile, suddivise per attività principale.

## Alpinisti(1)
- Émile Rey, alpinista italiano (Courmayeur, n. 1846 - Dente del Gigante, † 1895)

## Ammiragli(2)
- Émile Duplat, ammiraglio francese (Le Havre, n. 1880 - Parigi, † 1945)
- Émile Guépratte, ammiraglio francese (Granville, n. 1856 - Brest, † 1939)

## Anarchici(3)
- Émile Armand, anarchico e filosofo francese (Parigi, n. 1872 - Rouen, † 1962)
- Émile Henry, anarchico francese (Barcellona, n. 1872 - Parigi, † 1894)
- Émile Pouget, anarchico, sindacalista e giornalista francese (Pont-de-Salars, n. 1860 - Lozère, † 1931)

## Animatori(1)
- Émile Cohl, animatore, regista e sceneggiatore francese (Parigi, n. 1857 - Orly, † 1938)

## Archeologi(1)
- Émile Amélineau, archeologo e egittologo francese (La Chaize-Giraud, n. 1850 - Châteaudun, † 1915)

## Architetti(3)
- Émile Aillaud, architetto francese (Città del Messico, n. 1902 - Parigi, † 1988)
- Émile Boeswillwald, architetto francese (Strasburgo, n. 1815 - Parigi, † 1896)
- Émile Ricquier, architetto francese (Amiens, n. 1846 - † 1906)

## Arcieri(4)
- Émile Druart, arciere belga
- Émile Fisseux, arciere francese (Épaux-Bézu, n. 1862 - Parigi, † 1916)
- Émile Grumiaux, arciere francese (Boussu, n. 1861 - Liévin, † 1932)
- Émile Mercier, arciere francese

## Artigiani(1)
- Émile Léopold Clément, artigiano francese (Nangis, n. 1826 - Parigi, † 1881)

## Astisti(1)
- Émile Gontier, astista e discobolo francese (Argenteuil, n. 1877 - † 1947)

## Atleti(1)
- Émile Deriaz, atleta, sollevatore e wrestler svizzero (Baulmes, n. 1879 - Igny, † 1938)

## Attori(3)
- Émile Drain, attore francese (Parigi, n. 1890 - Parigi, † 1966)
- Henry Garat, attore francese (Parigi, n. 1902 - Hyères, † 1959)
- Émile Vardannes, attore, regista e sceneggiatore francese (Parigi, n. 1873 - Parigi, † 1951)

## Aviatori(1)
- Émile François Fayolle, aviatore e militare francese (Issoire, n. 1916 - Dieppe, † 1942)

## Batteriologi(1)
- Émile van Ermengem, batteriologo e microbiologo belga (Lovanio, n. 1851 - Ixelles, † 1932)

## Biologi(2)
- Émile Boulanger, biologo e farmacista francese (Parigi, n. 1867 - Étampes, † 1939)
- Émile Topsent, biologo francese (Le Havre, n. 1862 - Digione, † 1951)

## Botanici(3)
- Émile Bescherelle, botanico francese (Parigi, n. 1828 - † 1903)
- Émile Burnat, botanico svizzero (Vevey, n. 1828 - Nantes, † 1920)
- Émile Auguste Joseph De Wildeman, botanico belga (Saint-Josse-ten-Noode, n. 1866 - Bruxelles, † 1947)

## Calciatori(16)
- Émile Antonio, calciatore e allenatore di calcio francese (Auzat-la-Combelle, n. 1928 - † 2022)
- Émile Bongiorni, calciatore francese (Boulogne-Billancourt, n. 1921 - Superga, † 1949)
- Émile Dusart, calciatore francese (Chooz, n. 1892 - † 1919)
- Émile Fiévet, calciatore francese (n. 1886 - † 1952)
- Émile Friess, calciatore francese (Hœnheim, n. 1901 - Strasburgo, † 1993)
- Émile Hanse, calciatore belga (Namur, n. 1892 - Uccle, † 1981)
- Émile Kolb, calciatore lussemburghese (Differdange, n. 1902 - Parigi, † 1967)
- Émile Lesmann, calciatore francese (n. 1891 - † 1914)
- Émile Mbele, ex calciatore camerunese (n. 1975)
- Émile Mpenza, ex calciatore belga (Bruxelles, n. 1978)
- Émile Nurenberg, calciatore lussemburghese (Niederkorn, n. 1918 - Differdange, † 1990)
- Émile Sartorius, calciatore francese (Roubaix, n. 1883 - Roubaix, † 1933)
- Émile Scharwath, calciatore francese (Strasburgo, n. 1904 - † 1980)
- Émile Stijnen, calciatore belga (Anversa, n. 1907 - † 1997)
- Émile Veinante, calciatore e allenatore di calcio francese (Metz, n. 1907 - Dury, † 1983)
- Émile Zermani, calciatore francese (El Attaf, n. 1911 - Marsiglia, † 1983)

## Canottieri(4)
- Émile Albrecht, canottiere svizzero (n. 1899 - † 1927)
- Émile Delchambre, canottiere francese (Roubaix, n. 1875 - Roubaix, † 1958)
- Émile Lachapelle, canottiere svizzero (n. 1905 - † 1988)
- Émile Wegelin, canottiere e pittore francese (Lione, n. 1875 - Lione, † 1962)

## Cardinali(1)
- Emile Biayenda, cardinale e arcivescovo cattolico della Repubblica del Congo (Mpangala, n. 1927 - Brazzaville, † 1977)

## Cestisti(2)
- Émile Kets, cestista belga (Geraardsbergen, n. 1923 - Bruxelles, † 2012)
- Émile Laermans, cestista belga (Bruxelles, n. 1914)

## Chimici(1)
- Émile Henriot, chimico francese (Besançon, n. 1885 - Uccle, † 1961)

## Chirurghi(1)
- Émile Forgue, chirurgo francese (Briançon, n. 1860 - Mirepoix, † 1943)

## Ciclisti su strada(6)
- Émile Bouhours, ciclista su strada e pistard francese (Monnai, n. 1870 - La Courneuve, † 1953)
- Émile Georget, ciclista su strada e pistard francese (Bossay-sur-Claise, n. 1881 - Châtellerault, † 1960)
- Émile Idée, ex ciclista su strada francese (Nouvion-le-Comte, n. 1920)
- Émile Masson, ciclista su strada belga (Morialmé, n. 1888 - Bierset, † 1973)
- Émile Masson, ciclista su strada belga (Hollogne-aux-Pierres, n. 1915 - Parigi, † 2011)
- Émile Ouzou, ciclista su strada francese (Parigi, n. 1870 - Montana, † 1914)

## Compositori(2)
- Émile Durand, compositore, teorico della musica e insegnante francese (Saint-Brieuc, n. 1830 - Neuilly-sur-Seine, † 1903)
- Émile Pessard, compositore francese (Parigi, n. 1843 - Parigi, † 1917)

## Drammaturghi(2)
- Charles Gabet, drammaturgo e librettista francese (Parigi, n. 1821 - Parigi, † 1903)
- Émile Moreau, commediografo e sceneggiatore francese (Yonne, n. 1852 - Yonne, † 1922)

## Economisti(1)
- Émile de Laveleye, economista e saggista belga (Bruges, n. 1822 - Liegi, † 1892)

## Egittologi(3)
- Émile Baraize, egittologo francese (n. 1874 - Il Cairo, † 1952)
- Émile Brugsch, egittologo e archeologo tedesco (Berlino, n. 1842 - Nizza, † 1930)
- Émile Gaston Chassinat, egittologo e archeologo francese (Parigi, n. 1868 - Saint-Germain-en-Laye, † 1948)

## Entomologi(1)
- Émile Louis Ragonot, entomologo francese (Parigi, n. 1843 - Parigi, † 1895)

## Filosofi(3)
- Émile Boutroux, filosofo francese (Montrouge, n. 1845 - Parigi, † 1921)
- Émile Bréhier, filosofo e storico della filosofia francese (Bar-le-Duc, n. 1876 - Parigi, † 1952)
- Émile Meyerson, filosofo e chimico francese (Lublino, n. 1859 - † 1933)

## Funzionari(1)
- Émile Noël, funzionario francese (Istanbul, n. 1922 - Viareggio, † 1996)

## Generali(4)
- Émile Félix Fleury, generale, politico e diplomatico francese (Parigi, n. 1815 - Parigi, † 1884)
- Émile Herbillon, generale francese (Châlons-en-Champagne, n. 1794 - Parigi, † 1866)
- Émile Hergault, generale francese (Quingey, n. 1869 - Quingey, † 1936)
- Émile Mellinet, generale e politico francese (Nantes, n. 1798 - Nantes, † 1894)

## Geologi(1)
- Émile Argand, geologo svizzero (Ginevra, n. 1879 - Neuchâtel, † 1940)

## Ginnasti(1)
- Émile Fréteur, ginnasta francese (Croix, n. 1879 - Wattrelos, † 1953)

## Giornalisti(2)
- Émile de Girardin, giornalista, editore e commediografo francese (Parigi, n. 1802 - Parigi, † 1881)
- Émile Goudeau, giornalista, scrittore e poeta francese (Périgueux, n. 1849 - † 1906)

## Giuristi(1)
- Émile Acollas, giurista e politico francese (La Châtre, n. 1826 - Asnières, † 1891)

## Grecisti(1)
- Émile Egger, grecista, filologo classico e grammatico francese (Parigi, n. 1813 - Royat, † 1885)

## Ingegneri(6)
- Émile Baudot, ingegnere francese (Magneux, n. 1845 - Sceaux, † 1903)
- Émile Dewoitine, ingegnere francese (Crépy en Laonnais, n. 1892 - Tolosa, † 1979)
- Émile Gagnan, ingegnere francese (Borgogna, n. 1900 - † 1979)
- Émile Jacqmain, ingegnere e politico belga (n. 1860 - † 1933)
- Émile Levassor, ingegnere e pilota automobilistico francese (Marolles-en-Hurepoix, n. 1843 - Parigi, † 1897)
- Émile Rimailho, ingegnere francese (Parigi, n. 1864 - Pont Érambourg, † 1954)

## Latinisti(1)
- Émile Châtelain, latinista e paleografo francese (Montrouge, n. 1851 - Parigi, † 1933)

## Lessicografi(1)
- Émile Littré, lessicografo, filologo e filosofo francese (Parigi, n. 1801 - Parigi, † 1881)

## Librettisti(1)
- Émile de Najac, librettista e drammaturgo francese (Lorient, n. 1828 - Parigi, † 1889)

## Linguisti(1)
- Émile Benveniste, linguista francese (Aleppo, n. 1902 - Versailles, † 1976)

## Lottatori(1)
- Émile Poilvé, lottatore francese (Mégrit, n. 1903 - Lescouët-Jugon, † 1962)

## Lunghisti(1)
- Émile Torchebœuf, lunghista e astista francese (Saint-Ouen, n. 1876 - Parigi, † 1950)

## Maratoneti(1)
- Émile Champion, maratoneta francese (Laval, n. 1879 - Bordeaux, † 1934)

## Marciatori(1)
- Émile Anthoine, marciatore francese (n. 1882 - † 1969)

## Matematici(2)
- Émile Lemoine, matematico francese (Quimper, n. 1840 - Parigi, † 1912)
- Émile Mathieu, matematico francese (Metz, n. 1835 - Nancy, † 1890)

## Medici(2)
- Émile Deville, medico e naturalista francese (n. 1824 - † 1853)
- Émile Levier, medico e botanico svizzero (Berna, n. 1838 - Firenze, † 1911)

## Militari(2)
- Émile Gentil, ufficiale e esploratore francese (Volmunster, n. 1866 - Bordeaux, † 1914)
- Émile Laffon, militare francese (Carcassonne, n. 1907 - Parigi, † 1957)

## Mineralogisti(1)
- Émile Bertrand, mineralogista francese (n. 1844 - † 1909)

## Naturalisti(1)
- Émile Deyrolle, naturalista e botanico francese (Parigi, n. 1838 - Parigi, † 1917)

## Notai(1)
- Émile Chanoux, notaio e politico italiano (Rovenaud, n. 1906 - Aosta, † 1944)

## Operai(2)
- Émile Victor Duval, operaio, attivista e generale francese (Parigi, n. 1840 - Clamart, † 1871)
- Émile Oudet, operaio francese (Parigi, n. 1826 - Limeil-Brévannes, † 1909)

## Pallanuotisti(3)
- Émile Bermyn, pallanuotista francese (Tourcoing, n. 1920 - Tourcoing, † 1973)
- Émile Bulteel, pallanuotista francese (Tourcoing, n. 1906 - Tourcoing, † 1978)
- Émile D'Hooge, pallanuotista belga (Gand, n. 1908 - Gand, † 1955)

## Pedagogisti(1)
- Émile Jaques-Dalcroze, pedagogo e compositore svizzero (Vienna, n. 1865 - Ginevra, † 1950)

## Pianisti(2)
- Émile Decombes, pianista e docente francese (Nîmes, n. 1829 - Parigi, † 1912)
- Émile Prudent, pianista e compositore francese (Angoulême, n. 1817 - Parigi, † 1863)

## Pistard(1)
- Émile Demangel, pistard francese (La Chapelle-aux-Bois, n. 1882 - Xertigny, † 1968)

## Pittori(14)
- Émile Appay, pittore francese (n. 1876 - † 1935)
- Émile Beaussier, pittore francese (Avignone, n. 1874 - Lione, † 1943)
- Émile Berchmans, pittore e illustratore belga (Liegi, n. 1867 - Bruxelles, † 1947)
- Émile Bernard, pittore francese (Lilla, n. 1868 - Parigi, † 1941)
- Émile Bin, pittore e politico francese (Parigi, n. 1825 - Marly-la-Ville, † 1897)
- Émile Claus, pittore belga (Vive-Saint-Éloi, n. 1849 - Astene, † 1924)
- Émile Delperée, pittore belga (Huy, n. 1850 - Esneux, † 1896)
- Émile Deroy, pittore francese (Parigi, n. 1820 - Parigi, † 1846)
- Émile Friant, pittore francese (Dieuze, n. 1863 - Parigi, † 1932)
- Émile Jourdan, pittore francese (Vannes, n. 1860 - Quimperlé, † 1931)
- Émile Loubon, pittore francese (Aix-en-Provence, n. 1809 - Marsiglia, † 1863)
- Émile Lévy, pittore e illustratore francese (Parigi, n. 1826 - Parigi, † 1890)
- Horace Vernet, pittore e fotografo francese (Parigi, n. 1789 - Parigi, † 1863)
- Émile Auguste Wéry, pittore francese (Reims, n. 1868 - Parigi, † 1935)

## Poeti(2)
- Émile Deschamps, poeta francese (Bourges, n. 1791 - Versailles, † 1871)
- Émile Verhaeren, poeta belga (Sint-Amands, n. 1855 - Rouen, † 1916)

## Politici(10)
- Émile Combes, politico francese (Roquecourbe, n. 1835 - Pons, † 1921)
- Émile Eudes, politico e militare francese (Roncey, n. 1843 - Parigi, † 1888)
- Émile Jonassaint, politico haitiano (Port-de-Paix, n. 1913 - Port-au-Prince, † 1995)
- Émile Lahoud, politico e generale libanese (Baabdat, n. 1936)
- Émile Loubet, politico francese (Marsanne, n. 1838 - Montélimar, † 1929)
- Émile Mireaux, politico, economista e politologo francese (Mont-de-Marsan, n. 1885 - Parigi, † 1969)
- Émile Pelletier, politico e funzionario francese (Saint-Brieuc, n. 1898 - Tolosa, † 1975)
- Émile Reuter, politico lussemburghese (Bofferdingen, n. 1874 - Lussemburgo, † 1973)
- Émile Derlin Henri Zinsou, politico beninese (Ouidah, n. 1918 - Cotonou, † 2016)
- Émile Zuccarelli, politico francese (Bastia, n. 1940)

## Presbiteri(1)
- Émile Puech, presbitero e epigrafista francese (Sébrazac, n. 1941)

## Psicologi(2)
- Émile Boirac, psicologo, filosofo e esperantista francese (Guelma, n. 1851 - Digione, † 1917)
- Émile Coué, psicologo e farmacista francese (n. 1857 - † 1926)

## Registi(1)
- Émile Chautard, regista, attore e sceneggiatore statunitense (Avignone, n. 1864 - Los Angeles, † 1934)

## Rugbisti a 15(2)
- Émile Ntamack, ex rugbista a 15 e allenatore di rugby a 15 francese (Lione, n. 1970)
- Émile Sarrade, rugbista a 15 e tiratore di fune francese (Parigi, n. 1877 - Parigi, † 1953)

## Sassofonisti(1)
- Émile Parisien, sassofonista e compositore francese (Cahors, n. 1982)

## Schermidori(6)
- Émile Andrieux, schermidore francese (Sète, n. 1859 - Villiers-sur-Marne, † 1935)
- Émile Barbier, schermidore belga (Etterbeek, n. 1901)
- Émile Cornic, schermidore francese (Sucy-en-Brie, n. 1894 - Brest, † 1964)
- Émile Coste, schermidore francese (Tolone, n. 1862 - Tolone, † 1927)
- Émile Lafourcade-Cortina, schermidore francese (La Bastide-Clairence, n. 1864 - Épinay-sur-Seine, † 1904)
- Fernand Semelaigne, schermidore francese (Neuilly-sur-Seine, n. 1865 - Le Chesnay, † 1930)

## Sciatori alpini(1)
- Émile Allais, sciatore alpino, allenatore di sci alpino e dirigente sportivo francese (Megève, n. 1912 - Sallanches, † 2012)

## Sciatori freestyle(1)
- Émile Nadeau, sciatore freestyle canadese (Prévost, n. 2004)

## Scrittori(8)
- Émile Baumann, scrittore francese (Lione, n. 1868 - La Seyne-sur-Mer, † 1941)
- Émile Boutmy, scrittore e sociologo francese (Parigi, n. 1835 - Parigi, † 1906)
- Émile Chapelier, scrittore, anarchico e esperantista belga (Bande, n. 1870 - Bruxelles, † 1933)
- Émile Driant, scrittore e militare francese (Neufchâtel-sur-Aisne, n. 1855 - Moirey-Flabas-Crépion, † 1916)
- Émile Fabre, scrittore francese (Metz, n. 1869 - Parigi, † 1955)
- Émile Gaboriau, scrittore francese (Saujon, n. 1832 - Parigi, † 1873)
- Émile Henriot, scrittore e critico letterario francese (Parigi, n. 1889 - Parigi, † 1961)
- Émile Zola, scrittore, giornalista e saggista francese (Parigi, n. 1840 - Parigi, † 1902)

## Scultori(1)
- Émile Gilioli, scultore francese (Parigi, n. 1911 - Parigi, † 1977)

## Sociologi(1)
- Émile Durkheim, sociologo, filosofo e storico delle religioni francese (Épinal, n. 1858 - Parigi, † 1917)

## Storici(2)
- Émile Gabory, storico, poeta e archivista francese (Vallet, n. 1872 - Vallet, † 1954)
- Émile Poulat, storico e sociologo francese (Lione, n. 1920 - Parigi, † 2014)

## Storici dell'arte(2)
- Émile Bertaux, storico dell'arte francese (Fontenay-sous-Bois, n. 1869 - Parigi, † 1917)
- Émile Mâle, storico dell'arte francese (Commentry, n. 1862 - Fontaine-Chaalis, † 1954)

## Storici delle religioni(1)
- Émile Amann, storico delle religioni francese (Mousson, n. 1880 - Parigi, † 1948)

## Tiratori a volo(1)
- Roger de Barbarin, tiratore a volo francese (Parigi, n. 1860 - Parigi, † 1925)

## Velisti(2)
- Émile Jean-Fontaine, velista francese (Parigi, n. 1839 - Parigi, † 1905)
- Émile Sacré, velista francese (Lilla, n. 1861 - Rouen, † 1933)

## Velocisti(1)
- Émile Ali-Khan, velocista francese (Battle, n. 1902)

## Vescovi cattolici(1)
- Émile Destombes, vescovo cattolico e missionario francese (Roncq, n. 1935 - Phnom Penh, † 2016)

## Vetrai(1)
- Émile Gallé, vetraio e decoratore francese (Nancy, n. 1846 - Nancy, † 1904)

## Violinisti(2)
- Émile Poilleux, violinista e compositore francese (Parigi, n. 1866 - Parigi, † 1924)
- Émile Sauret, violinista e compositore francese (Dun-sur-Auron, n. 1852 - Londra, † 1920)

## Senza attività specificata(2)
- Émile François Ouchard, archettaio francese (Mirecourt, n. 1872 - Mirecourt, † 1951)
- Émile Auguste Ouchard, archettaio francese (Mirecourt, n. 1900 - Gan, † 1969)